# Löwenbräu
A Löwenbräu egy müncheni sörmárka és sörgyár. A Spaten-Löwenbräu Gruppe része, mely a belga InBev Group tulajdonában van.

## Történet
A Löwenbräu sör története egészen 1383-ig vezethető vissza, amikor is a müncheni Zum Löwen tulajdonosa ezen a néven csapolt sört. 1746-ban szerepel először írásos dokumentumon München sörfőzdéinek számbevételén.
1818-ban a vidéki Georg Brey sörfőző vásárolta meg az oroszlános sörgyárat és vezetése alatt a Löwenbräu München egyik legnagyobb sörgyárává fejlődött. 1826-ban a gyár az újonnan megszerzett Nymphenburger utcába költözött. 1848-ban engedélyt szerzett az úgynevezett bock sörök főzésére is. 1863-ban már München legnagyobb sörgyára volt, míg a századfordulóra egész Németország legnagyobb sörgyára lett. Közben 1872-ben a Brey család eladta a sörgyárat, mely több kisebb sörfőzdét is felvásárolt. 1921-ben egyesült a Bürgerbräu-jal és az Unionsbrauerei Schülein & Cie-vel, és Joseph Schülein lett az új tulajdonos. 1927-ben először főztek búzasört a Löwenbräunál, míg egy évvel később a gyár éves termelése átlépte az egymillió hektoliteres határt. 1936-ban a zsidó Schülein család a nemzetiszocializmus elől az Egyesült Államokba menekült.
1997-ben a globális piaci kihívásokra válaszul a Löwenbräu és egy másik nagy múlttal rendelkező müncheni sörgyár, a Spaten-Franziskaner-Bräu közösen létrehozta a Spaten-Löwenbräu Gruppét. 2003-ig a Spaten-Löwenbräu Gruppe többségi tulajdonosa Jobst Kayser volt, majd 2004-ben az irányítás az InBev Gruppe kezébe került.
A Löwenbräu egyike az Oktoberfesten sátorral kinn lévő hat müncheni sörfőzdének.

## Termékek
- Löwenbräu Alkoholfrei (alk. 0,5% és 7,2°) - csökkentett alkohol- és kalóriatartalmú sör
- Löwenbräu Dunkel (alk. 5,5% és 12,5°) - barna sör
- Löwenbräu Maibock (alk. 6,5%) - erős sör (heller bock)
- Löwenbräu Oktoberfestbier (alk. 6,1% és 13,7°) - oktoberfest/märzen típusú világos sör
- Löwenbräu Original (alk. 5,2% és 11,8°) - dortmunder típusú világos sör
- Löwenbräu Premium Pils (alk. 5,2% és 11,8°) - prémiumkategóriás pils típusú sör
- Löwenbräu Radler (alk. 2,5% és 9,8°) - citromos limonádé és sör keveréke
- Löwenbräu Triumphator (alk. 7,6% és 18,2°) - erős sör (doppel bock)
- Löwenbräu Urtyp (alk. 5,4% és 12,4°) - dortmunder típusú világos sör
- Löwenbräu Löwen Weisse (alk. 5,2% és 11,8°) - szűretlen búzasör
- Löwenbräu Kristallweizen (alk. 4,9%) - szűrt búzasör
- Löwenbräu Schwarze Weisse (alk. 5,4% és 12,4°) - szűretlen barna búzasör